# ユルアニ?×若林正恭(オードリー) 瀬戸の花嫁/HEART 〜鳩とお嫁さん〜
「ユルアニ?×若林正恭(オードリー) 瀬戸の花嫁/HEART 〜鳩とお嫁さん〜」（-わかばやしまさやす- せとのはなよめ/ハート はととおよめさん）は、若林正恭(オードリー)の1stシングル。

## 概要
本作は日本テレビ系アニメ『ユルアニ?』内「ハトのおよめさん」のBGM兼主題歌を集めたCDシングル。第1弾BGMであった加山雄三の「お嫁においで」のカバーは下手すぎるのでやめてくれと言われたといい、収録は見送られている。
DVDには『ユルアニ?』で放送された3本が収録されている。
ブックレットには、お手本の樋口了一と作詞者のむく七鳩十のコメントが掲載されている。
若林は、テーマ曲を歌うというオファーを受けたときにはドッキリだと思ったという。レコーディングはスムーズに進んだが、ブースの外の反応が聞こえないのが怖く、数回録（）る中一番難しかったのは「楽しくてしょうがない」テンションのバージョンを録った時だという。
「瀬戸の花嫁」は、小柳ルミ子を頭の中でイメージして寄せたつもりとのこと。
若林はこのCDシングル・デビューについて、事前に知らされていなかったといい、スタッフからCDをもらって気づいた。

## ミュージック・ビデオ
オリジナル曲「HEART 〜鳩とお嫁さん〜」は、このCDを発売するにあたり、ミュージック・ビデオが製作されている。カップルの写真が終始スライドショーで流れるというものである。若林はミュージック・ビデオ制作についても知らされておらず特典のDVDを再生してみたところ、以前やっていた映画館のバイト仲間や、モンキーチャックのちゃごなどが出演しているのを見てびっくりし感慨深くなり、自分の曲を聴きながら泣いてしまったという。このようなビデオを撮ることになったのは、写真を撮影したカメラマンがバイト先の誰かの知り合いで、自然とそういう流れになったからである。

## 批評
hotexpressの棚橋寛は、オリジナルとお手本バージョンのギャップは、ルー大柴with国分友里恵の再来を予感させると評した。

## 収録曲

### CD
1. 瀬戸の花嫁
（作詞：山上路夫、作曲：平尾昌晃、編曲：サカモト教授、歌：若林正恭(オードリー)）
2. HEART 〜鳩とお嫁さん〜
（作詞：むく七鳩十、作曲・編曲：サカモト教授、歌：若林正恭(オードリー)）
3. HEART 〜鳩とお嫁さん〜／ピアノver.
（作詞：むく七鳩十、作曲・編曲：サカモト教授、歌：若林正恭(オードリー)）
4. HEART 〜鳩とお嫁さん〜／樋口了一(ゲストお手本歌唱)ver.
（作詞：むく七鳩十、作曲・編曲：サカモト教授、歌：樋口了一）

### DVD
1. お嫁においで／ナレーションver.
2. 瀬戸の花嫁
3. HEART 〜鳩とお嫁さん〜

- 映像特典
  1. HEART 〜鳩とお嫁さん〜 Music Video (若林正恭(オードリー)ver.)
  2. HEART 〜鳩とお嫁さん〜 Music Video (樋口了一(ゲストお手本歌唱)ver.)